# Lophognathus
Lophognathus – rodzaj jaszczurek z podrodziny Amphibolurinae w obrębie rodziny agamowatych (Agamidae).

## Zasięg występowania
Rodzaj obejmuje gatunki występujące w północnej Australii.

## Systematyka

### Etymologia
- Lophognathus: gr. λοφος lophos „czubek, grzebień”[6]; γναθος gnathos „żuchwa”[7].
- Redtenbacheria: Ludwig Redtenbacher (1814–1876), austriacki entomolog[3]. Gatunek typowy: Redtenbacheria fasciata Steindachner, 1867 (= Lophognathus gilberti Gray, 1842).

### Podział systematyczny
Do rodzaju należą następujące gatunki:
- Lophognathus gilberti Gray, 1842
- Lophognathus horneri Melville, Ritchie, Chapple, Glor & Schulte, 2018